# Jogi szaknyelv
A jogi szaknyelv a jogászi szakma által kialakított és használt nyelvi regiszter, elsődleges szerepe, hogy közvetítője legyen az állam által alkotott kötelező magatartási formáknak. Hatóköre túlmutat a jogi szakmai közösségen, hiszen az egész társadalom által használt.

## Hatása
A jogi nyelvet a társadalom széles rétegei használják, ezért behatol a köznyelvbe, a társadalmi kommunikáció számos területén fejt ki eleven hatást. A köznyelv és a szakszókincs oda-vissza hat egymásra.

## Jellemzői
A jogi szókészlet használatának módja jogi következményekkel jár, ezért is alapvető követelmény a szakszerűség és közérthetőség, úgy mint pontos szóhasználat és szabatos fogalmazás 
A jogi szaknyelvre, mint a legtöbb szaknyelvre általában, jellemző a nominalizáció, a semleges stílus, az általánosítás, a tipizálás. Többségben vannak a deverbális nomenképzők, a denomináis nomenképzők, a birtokos személyragok és az alárendelő összetett szavak. 
A jogi tevékenység egyben egy speciális szövegalkotási és szövegértelmezési feladat is. Célja, hogy a rendelkezésre álló szövegekből egy direktív illokúciós erővel rendelkező döntést vagy határozatot tartalmazó újabb szöveget hozzon létre

## Lehetséges felosztások
A jogi szaknyelv a társadalomtudományi szaknyelvek csoportjába tartozik. 
Többféle felosztása létezik. A jogágak szerinti felosztás egyfajta horizontális tagolás, ahol nem lehet fontossági sorrendet felállítani 
Egy másik csoportosítás a terminológiai pontosság és a közlésmód igényessége alapján különít el öt szegmenst. Ezek a következők: 
- jogtudomány és részben a jogi oktatás nyelve;
- jogszabályok, fontos okiratok és a felsőbírósági jogalkalmazás nyelve;
- kisebb igényű joalkalmazási nyelv, valamint a mindennapos igazgatási és rendészeti gyakorlatban használatos nyelv;
- jogi műhelynyelv (szakmai zsargon);
- a köznyelv és a jogi szaknyelv mezsgyéjén mozgó nyelvhasználat: tömegtájékoztatás nem szakmai fórumai

A csoportok szerinti szakszavak jelentés-behatároltsága lazábbá válik. Ugyanúgy, ahogyan a kommunikációban érintettek előzetes szakmai tudásának mértéke is. 
Egy harmadik felosztás az alkalmazási terület szerinti, ahol a fő szempont a jog társadalmi funkciója és a társadalmi életben való megjelenése. Így megkülönböztethetjük a tételes vagy pozitív jog nyelvét, a jogalkalmazói jog nyelvét és a jogtudomány nyelvét, ahol a tételes jog nyelve a másik két csoport forrásául és tárgyául szolgál. 
A jog társadalmi funkciójának és alkalmazási szférájának, valamint a terminológiai pontosság és a közlésmód igényessége alapján a tételes jog, a jogtudomány nyelve és a jogalkalmazás nyelve mellett fontos kategória a jogi konyhanyelv kategóriája is. Ez utóbbi alatt a jogászok szakmájuk nyilvános gyakorlásán kívüli kommunikációját, a jogi ismeretterjesztést és a tömegtájékoztatást értjük.

## Terminológiai problémák
A szaknyelv kutatás egyik sarkalatos pontja a különböző terminológiai problémák kiküszöbölése. A jogi terminológia egy kisebb része köznyelvi szavakból és az általános tudományos lexika szavaiból áll, de nagyrészt egy speciális jogi szakszókincs. A következő típusok tartoznak ide: 
•jogi jelentéssel felruházott, de közismert szavak (pl. öröklés, hagyaték)
•köznapi hangzásuk ellenére sem egyértelműen értelmezhetők (pl. jogi személy, elbirtoklás, hatály, végzés) köznyelvből átvett jogi szakszavak (pl. birtok, tulajdon, vagyon) köznyelvben nem használatos jogi szakszavak (pl. vélelem, szolgalom, tevékeny megbánás, tilos önhatalom)
A jogi terminusok jelentésüket jogszabályokban rögzített definíciók határozzák meg és a köznyelvi jelentésleíráshoz képest több szemantikai jegyre épül. A következő sajátosságok mondhatók el róluk:
- többjelentésű szavak monoszemizálására való törekvés
- nincs szinonimitás, kivéve a jogalkalmazási gyakorlatban
- nincs egyéni/alkalmi jelentésinterpretáció, kontextustól függő, vagy konnotatív jelentés
- pragmatikai tényezők sem bírnak hatással rájuk

Dobos Csilla a Jogi terminusok jelentésének sajátosságai című tanulmánya alapján a jogi terminusok és a köznyelvi szavak jelentése közötti összefüggéseket bővebben is kifejti. 
A jogi nyelv és terminusai, annak ellenére, hogy jogszabályban rögzített definíciók határozzák meg, több problémával is küzd. Az egyik ilyen probléma a határozatlansága. Például olyan, a köznyelvben is használt szavak, mint a kisebb, nagyobb, jelentős, okozhatnak némi zavart a megértésben (bár meg kell jegyezni, hogy a törvényalkotás során ezeket a szavakat is definiálják). A terminusok határozatlansága azonban nem megoldott, ennek több oka is lehet. Egyrészt állhat a jogászok érdekében (jelenthetnek kiskapukat a jogalkalmazás során), valamint a nyelv és a jog kapcsolatára nézve, a határozatlanság eredhet a természetes nyelv “tökéletlenségéből”

## A jogi kommunikáció színterei
- szakemberek egymás közt (azonos vagy különböző szakmák)
- különböző pozíciók, ismeretek
- szakember és laikus

A szakember és laikus közötti kommunikáció egyik kiélezett szituációja a tárgyalótermi interakció. “A jogi eljárásban részt vevő személyek megnyilatkozásaiban kifejezésre jutó valóságbeli történésekből a jogi tényállás szakszerű megállapításáig vezető út fordítások sorozataként értelmezhető” (Szabó Miklós 2000a l.).
Itt a lexikális sajátságok vizsgálata mellett a pragmatikai szempontú elemzések célravezetőek. Pátrovics Péter egy cikkében felhívja a figyelmünket arra, hogy az ilyen fajta vizsgálatok során az elméleteket az adott szakmai szituáció felülírja. „A Grice által bevezetett úgynevezett kooperációs elv, azaz a társalgást szabályozó maximák (Grice 1975), amelyeket később Leech az udvariassági elvvel bővített (Leech 1974: 319–41), Lakoff pedig mindössze egy maximára kívánt korlátozni (Lakoff 1973: 292–305), csupán a hagyományos beszédhelyzetekre vonatkozóan és ideális interlokútorok esetében tekinthetők érvényesnek.” Kiemeli, hogy a jogi nyelv írott és beszélt változatát külön kell elemezni, valamint a manipulatív aktus bevezetése mellett érvel.